# Miguel Márquez Márquez
Miguel Márquez Márquez (San Francisco del Rincón, Guanajuato; 11 de noviembre de 1968) es un político mexicano, miembro del Partido Acción Nacional. Se desempeñó como gobernador de Guanajuato entre 2012 y 2018, desde el 1 de septiembre del 2024 se desempeña como Senador de la república por el principio de primera minoría por Guanajuato para ejercer en las LXVI y LXVII Legislaturas del Congreso de la Unión de México.

## Formación académica
Miguel Márquez Márquez estudió la licenciatura en Filosofía, por el Seminario Conciliar de León, Guanajuato, y licenciatura en Derecho, por la Universidad de La Salle Bajío; maestría en Derecho Constitucional y Amparo, por la Universidad Iberoamericana León, y un posgrado en Derecho Constitucional, por la Universidad de Salamanca, España.

## Trayectoria profesional
En 1997, Márquez Márquez se convierte en diputado local durante la LVII Legislatura Local. Como diputado por el Distrito X en Guanajuato, se desempeñó como titular de la Comisión del Deporte y Atención a la Juventud, fue miembro de las comisiones de Derechos Humanos, de Fomento Agropecuario, de Desarrollo Económico, de Gobernación y Puntos Constitucionales.
De 2000 a 2003, fue Presidente Municipal de Purísima del Rincón; integrante del Consejo Estatal de Cultura en Guanajuato y miembro del Consejo Regional III Centro – Oeste de Desarrollo Social.
Un año después de finalizar su gobierno, en el 2004, fue nombrado director general del Sistema para el Desarrollo Integral de la Familia en Guanajuato, DIF estatal.
Dentro del PAN se desempeñó, a partir de 2005, como secretario general del Comité Directivo Estatal de Guanajuato, desde donde colaboró en el triunfo del partido en 2006, donde se consiguieron 36 municipios, de 46 que conforman el estado, 14 diputaciones federales y las 22 diputaciones locales.
Fue designado Secretario de la Gestión Pública en la entidad de Guanajuato, cargo en el que se mantuvo hasta 2010 y compaginó con la Coordinación Nacional de la Comisión Permanente de Contralores Estados-Federación (CPCE-F), siendo el primer panista en ocupar ese cargo.
En 2010 es nombrado Secretario de Desarrollo Social y Humano en el Gobierno Estatal.
En 2010 se incorpora a la Secretaría de Desarrollo Social y Humano en el Gobierno Estatal.
Un año después de su ingreso a Desarrollo Social y Humano, Márquez Márquez decide entregar su renuncia al Gobernador Juan Manuel Oliva Ramírez, quedando en el cargo Artemio Torres Gómez. Teniendo el respaldo del Gobernador, decide contender por la candidatura pese a la disputa estatal por el control del partido entre partidarios del presidente Felipe Calderón y los Olivistas.

## Partido Acción Nacional
Proveniente de una familia panista, Márquez Márquez se ha mantenido cercano a las actividades de su partido, mezclando sus funciones de servicio público con la consejería nacional y estatal del Partido Acción Nacional (PAN).